# Magnussonita
La magnussonita és un mineral de la classe dels òxids. Va rebre el nom l'any 1956 per Olof Erik Gabrielson en honor al professor Nils Harald Magnusson [15 de gener de 1890 Filipstad, Suècia - 28 de setembre de 1976 Estocolm, Suècia], director del Servei Geològic de Suècia i professor de geologia al Royal Institute of Technology de Estocolm, per les seves contribucions a la geologia i la mineralogia de Långban.

## Característiques
La magnussonita és un arsenit de fórmula química Mn10As₆O18(OH,Cl)₂. Cristal·litza en el sistema isomètric. La seva duresa a l'escala de Mohs es troba entre 3,5 i 4.
Segons la classificació de Nickel-Strunz, la magnussonita pertany a «04.JB: Arsenits, antimonits, bismutits; amb anions addicionals, sense H₂O» juntament amb els següents minerals: fetiasita, manganarsita, armangita, nanlingita, asbecasita, stenhuggarita, trigonita, finnemanita, gebhardita, derbylita, tomichita, graeserita, hemloïta, freedita, georgiadesita i ekatita.

## Formació i jaciments
Va ser descoberta a la mina Långban, situada al municipi de Filipstad, al comtat de Värmland (Suècia). També ha estat descrita en altres indrets propers, tant al comtat de Värmland com al de Dalarna, i a la mina Sterling, a Nova Jersey (Estats Units). Aquests són els únics indrets a tot el planeta on ha estat descrita aquesta espècie mineral.